# 스태트크래프트
스태트크래프트(Statkraft)는 노르웨이 정부가 소유주인 수력 발전 회사이다. 스태트크래프트 그룹은 재생 가능 에너지 전력 회사이며, 노르웨이 최대이자 노르딕 지역에서 3번째로 큰 에너지 생산 회사이다. 스태트크래프트는 수력, 풍력, 가스 발전 그리고 직접 난방 등의 전력 발전 사업을 진행하며, 국제 에너지 시장에도 관여한다. 스태트크래프트 그룹에는 4200명의 직원이 소속되어 있으며 본부는 오슬로에 소재되어 있다.

## 역사
노르웨이는 1985년 폴렌포센(Paulenfossen)을 샀을 때 폭포에 대한 소유권을 취득했으며, 1921년에는 노르웨이의 수자원 에너지국(NVE)이 생겨나자 국가의 수력 발전을 담당하게 되었다. 1950년부터 1960년까지 정부는 전국에 대규모 수력발전소를 건설했고, 스태트크래프트는 그 수력발전소들을 관리했다.
1990년대와 2000년대에 스태트크래프트는 국제적으로 확장했으며, 그 외에도 노르웨이에 있는 지역 발전소들을 인수했다. 2004년 스태트크레프트는 국가가 모두 소유하고 있는 유한회사 스태트크래프트 AS로 개편되었다.

## 확장
스태트크래프트는 21세기에 들어서자 1993년에 네팔, 2003년에 페루, 2004년에 칠레와 인도, 2006년에 영국과 알바니아, 2008년에 브라질, 2009년에 독일, 2018년에 네덜란드와 아일랜드에 공장을 개소하면서 세계적으로 확장했다. 이후 프랑스와 미국에도 사무실을 두었다.

## 현재
스태트크래프트의 발전은 대부분 수력으로 이루어지며, 2018년 연간 총 발전량은 62.6 TWH이었다. 2013년 알바니아 코르처주 데볼시에 있는 데볼 강에 수력 발전소를 세 개로 나누어 건설하기 시작했으며, 256MW의 설치 용량을 갖추고 있다. 2016년에 한 개의 발전소가 준공되었으며, 2019년까지 세 개의 발전소가 모두 건설되었다. 건설비는 6억 유로가 넘을 것이라고 예상되었다.
스태트크래프트는 노르웨이, 스웨덴, 영국, 독일, 터키와 남아메리카와 아시아의 여러 국가에서 300개 이상의 발전소를 소유하고 있다. 스태트크레프트는 북유럽과 남동유럽의 수력 발전 프로젝트에 관여하며, 남아메리카와 아시아에서 새로운 발전 기술을 개발하고 있다.

### 풍력 발전
유럽 연합이 이산화탄소 배출량 감소와 재생 에너지 개발에 따라 목표를 세웠고, 스태트크래프트는 이에 따라 독일과 프랑스에 풍력 발전소를 설치하여 운영하고 있다.

### 태양열 발전
스태트크래프트는 2010년부터 이미 태양열 발전을 인도와 네덜란드에 설치해 운영하고 있으며, 2020년 11월, 스태트크래프트는 유럽과 남아메리카 지역의 태양열 발전 시설을 모두 인수했다.

### 지역난방
스태트크래프트는 자회사인 스태트크래프트 바르메를 통해 노르웨이와 스웨덴의 다수 지역에 지역 난방소를 소유하여 운영하고 있다.